# Pilocrocis plicatalis
Pilocrocis plicatalis là một loài bướm đêm trong họ Crambidae.